# Siegfried Lehrl
Siegfried Lehrl (* 30. Mai 1943 in Schlackenwerth, Reichsgau Sudetenland; † 24. Februar 2023) war ein deutscher Psychologe, der sich mit der Messung und Veränderung der geistigen Leistungsfähigkeit von Gesunden und Kranken beschäftigte.

## Leben
Gleich nach dem Abitur im unterfränkischen Hammelburg studierte Siegfried Lehrl  Bauingenieurwesen in Aachen, anschließend Psychologie in Köln und Erlangen. Nach Anstellungen als Akademischer Rat und Forschungsassistent an der Erlanger Universitäts-Nervenklinik folgte die Promotion über „Einfluss vergangener und akuter Krankenhausaufenthalte auf fluide und kristallisierte Intelligenzleistungen“ an der Philosophischen Fakultät der Universität Erlangen.
Von 1980 bis 1984 war Siegfried Lehrl Leiter der Abteilung für Medizinische Informationspsychologie am Institut für Kybernetik Paderborn sowie stellvertretender Direktor des Instituts. Ab 1984 bis 1989 war er Akademischer Oberrat an der Psychiatrischen Klinik der Universität Erlangen-Nürnberg. Außerdem leitete er von 1988 bis 2000 den Bereich „Forschung und Praxis“ in der Abteilung für Medizinische Psychologie und Psychopathometrie. Von 1989 an war er an der Universität Erlangen-Nürnberg Akademischer Direktor (an der Psychiatrischen Klinik), wo er im Herbst 2008 pensioniert wurde. Seitdem baute er bis zu Beginn 2011 in der Gesundheitsakademie Mainburg e. V. als dessen Leiter ein Kompetenz- und Forschungszentrum für Biomentale Bildungs- und Gesundheitsförderung (KFB) auf und lehrt an der Universität noch auf der Basis eines Lehrauftrags Medizinische Psychologie.
Seit 1997 war er Präsident der 1989 von ihm mitgegründeten Gesellschaft für Gehirntraining e. V., ein laut Eigenwerbung „gemeinnütziger Verein zur Förderung der geistigen Fitness.“

## Werk
Von 1968 bis 1980 befasste sich Lehrl besonders mit der Entwicklung von psychometrischen Tests für Intelligenz und Depressions- sowie Demenz- als auch Schmerzausprägungen. Dabei entstanden Verfahren, die heutzutage größtenteils noch in Gebrauch sind.
Es wurden vor allem zwei Testverfahren bekannt: der Mehrfachwahl-Wortschatz-Intelligenz-Test (MWT) und der Kurztest für allgemeine Basisgrößen der Informationsverarbeitung (KAI).
Der MWT dient der raschen Messung des Intelligenzquotienten (IQ), speziell des Niveaus der kristallisierten Intelligenz. Bei Personen mit leichter bis mittelschwerer Demenzausprägung gibt er das Intelligenzniveau vor Beginn der Störung wieder (prämorbider IQ).
Der KAI ist ein Kurztest zur Messung des „Arbeitsspeichers“ des menschlichen Kurzzeitgedächtnisses in der Maßeinheit bit. Die Größe der Kurzspeicherkapazität basiert auf der Erfassung der Informationsverarbeitungsgeschwindigkeit (bit/s) und der Gedächtnisspanne (s). Die Grundlagen dieses informationspsychologischen Konzepts legten Claude Shannon und Helmar Frank.
Lehrls Leistungen lagen darin, das Konzept durch einfache Testverfahren zu operationalisieren und zwischen Menschen deutliche individuelle Unterschiede in diesen Größen nachzuweisen. 1974 und 1975 konnten er und seine Mitarbeiter außerdem Nachweise publizieren, wonach die beiden Grundgrößen enge Beziehungen zur Intelligenz, speziell der fluiden Intelligenz haben. Anfang der 80er Jahre wurden auch enge Zusammenhänge mit den genetischen Grundlagen des Generalfaktors der Intelligenz gefunden.
Aus den Entdeckungen der Hirnforschung leitete Lehrl 1986 ab, dass der „Arbeitsspeicher“ und damit auch die „fluide Intelligenz“ schwerpunktmäßig im Präfrontalhirn lokalisiert seien. Dies wurde zwischenzeitlich anhand bildgebender Verfahren mehrfach bestätigt. Andererseits hatten Anfang der 1980er Jahre veröffentlichte Studien des Lübecker Pathologen H. Haug gezeigt, dass das Frontalhirn im Alter, speziell bei geistiger Unterforderung stark schrumpft.
1981 entwarf Lehrl mit Bernd Fischer und Wolfgang Eissenhauer ein Programm zur Förderung der Intelligenz. Es sollte besonders effizient sein und deshalb vor allem den „Arbeitsspeicher“ fördern. Daher wurden in den Mittelpunkt der praktischen Anwendung Übungsaufgaben gestellt, die nach dem Arbeitsspeicherkonzept und dem auf Robert M. Yerkes und John D. Dodson zurückgehenden Aktivationsmodell entwickelt wurden.
Die Autoren hatten für dieses Programm den Ausdruck „Gehirnjogging“ entworfen und verbreitet. Wegen dessen häufiger Verwendung in der Öffentlichkeit, bei der sich starke Bedeutungsverschiebungen einstellten, wurde 1992 dafür der Terminus „Mentales Aktivierungstraining“ eingeführt.
Die enge Verbindung von „Arbeitsspeicherkapazität“ und Hirnleistung legte es nahe, auch biologische Einflüsse zur Förderung des Arbeitsspeichers und der damit verbundene fluiden Intelligenz zu nutzen. Dazu führten Lehrl und Mitarbeiter seit Mitte der 70er Jahre Studien über den Einfluss von Nootropika und Medikamenten für Bluthochdruck durch. Mit dem Beginn des Gehirn-Jogging-Programms folgten Untersuchungen über den Einfluss von Bewegungen, anfänglich Beinbewegungen auf Heimtrainern. 1997 fanden Untersuchungen über den Einfluss des Kaugummikauens statt: Während dieser Tätigkeit stieg die geistige Leistungsfähigkeit.
Ab dem Jahr 2000 wurden mit dem Augenarzt Kristian Gerstmeyer durch kataraktchirurgische Implantationen von Kunstlinsen nachgewiesen, dass die Verbesserung der Sehfähigkeit bei späterworbenem Grauen Star (Linsentrübung, Katarakt) erhebliche Steigerungen des Arbeitsspeichers und der flüssigen Intelligenz nach sich zieht. Gleiches belegte Lehrl kurz danach mit dem Hörgeräteakustiker Reinhold Funk und dem HNO-Arzt Klaus Seifert für schwerhörige Erwachsene, die ihr erstes Hörgerät erhielten.
Ein umfassendes Programm zur Förderung der geistigen Leistungsfähigkeit, das sowohl mentale als auch körperliche Maßnahmen einbezieht, legte er unter der Bezeichnung „Brain-Tuning“ zusammen mit Peter Sturm im Jahr 2013 in einem Buch vor. Umfangreiche wissenschaftliche Überprüfungen der Wirksamkeit von Brain-Tuning wurden anhand des Kursprogramms „Rundum fit – auch im Kopf“ zwischen 2008 und 2015 durchgeführt und der Effekt bestätigt. Die Ergebnisse veröffentlichten David John et al. im Jahr 2015.
Gewissermaßen als Nebenprodukt der Entwicklung von Messverfahren entwickelte Lehrl seit 1984 ein Maß, den Science Impact Index SII, zur objektiven Erfassung der Forschungsqualität von Wissenschaftlern. Der SII wurde 1992 bis 1994 wie ein Test für 42 medizinische Fachrichtungen an den 14.000 Habilitierten/Professorierten der deutschen Medizin normiert. Über die führenden zehn Prozent einer jeden dieser Fachrichtungen erschien 1995 das Buch „Die führenden Medizinforscher in Deutschland“.
Lehrl verfasste zahlreiche wissenschaftliche Veröffentlichungen und Publikationen für Laien, darunter 30 Bücher.

## Werke (Auswahl)

### Psychometrische Testverfahren
- Mehrfachwahl-Wortschatz-Intelligenz-Test MWT-B. 5. Auflage. Spitta Verlag, Balingen 2005, ISBN 3-934211-04-6.
- mit A. Gallwitz, L. Blaha, B. Fischer: Kurztest für allgemeine Basisgrößen der Informationsverarbeitung. 3., überarb. Auflage. Vless, Ebersberg 1992, ISBN 3-88562-041-3.
- mit H. Matthys, W. Kamin und P. Kardos: The BSS – A Valid Clinical Instrument to Measure the Severitiy of Acute Bronchitis. In: Journal of Lung, Pulmonary & Respiratory Research. Band 1, Nr. 3, 2014, S. 00016.

### Erkennung von Wissenschaftlern mit hoher Forschungsqualität
- mit E. Gräßel: Forschungsqualität deutscher Mediziner: Normen und Bewertungen. Media Point Verlagsgesellschaft, Nürnberg 1993, ISBN 3-928734-01-6.
- Die führenden Medizinforscher in Deutschland. Vless, Ebersberg 1995, ISBN 3-88562-068-5.

### Erkenntnisse zur geistigen Leistungsfähigkeit
- Subjektives Zeitquant und Intelligenz. In: Grundlagenstudien aus Kybernetik und Geisteswissenschaft (GrKG). Band 15, 1974, S. 91–96.
- mit B. Fischer: The Basic Parameters of Human Information Processing: Their Role in the Determination of Intelligence. In: Person. individ. Diff. Band 9, 1988, S. 883–896.
- mit B. Fischer: A basic information psychological parameter (BIP) for the reconstruction of concepts of intelligence. In: Europ. J. Person. Band 4, 1990, S. 259–286.
- mit B. Straub und R. Straub: Informationspsychologische Elementarbausteine der Intelligenz. In: Grundlagenstudien aus Kybernetik und Geisteswissenschaft (GrKG). Band 16, 1975, S. 41–50.
- mit V. Weiss,  H. G. Frank: Psychogenetik der Intelligenz. Beiband zu GrKG/Humankybernetik 27, 1986, ISBN 3-8080-0106-2.
- PISA – ein weltweiter Intelligenz-Test. In: Geistig Fit. Band 1, 2005, S. 3–6.

### Förderung der geistigen Leistungsfähigkeit allgemein
- Selber denken macht fit. 4., überarb. Auflage. Vless, Ebersberg 1994, ISBN 3-88562-024-3.
- GeJo-Leitfaden. 3., überarb. Auflage. Vless, Ebersberg 1995, ISBN 3-88562-057-X.
- Arbeitsspeicher statt IQ. Vless, Ebersberg, ISBN 3-88562-079-0.
- Mentales Erfolgstraining – Die Biologie der Intelligenz nutzen – den Alltag besser meistern. DSV Deutscher Sportverlag, Köln 2005, ISBN 3-937630-08-2.
- mit B. Fischer, G. Koch und H. Loddenkemper: Gehirn-Jogging: Geist und Gedächtnis erfolgreich trainieren. 6. Auflage. Mediteg, Oberursel 1992, ISBN 3-924373-10-8.
- mit M. Lehrl und E. Weickmann: MAT Gehirn-Jogging. 3 Bände. Ebersberg, Vless, 1994/95, ISBN 3-88562-060-X.
- mit P. Sturm: Brain-Tuning: schneller – schlauer – konzentrierter. Weil dein Gehirn mehr kann. Göttingen, BusinessVillage, 2013, ISBN 978-3-86980-230-5.
- mit G. Wagner und G. Eissing: Erhöhung des Kreativitätsniveaus durch „gehirngerechte“ Ernährung. In: G. Mehlhorn, K. Schöppe, F. Schulz (Hrsg.): Begabungen entwickeln und Kreativität fördern. kopaed, München 2015, ISBN 978-3-86736-438-6, S. 625–649.
- mit D. John und A. Scheder: „Rundum fit – auch im Kopf.“ Prüfung eines Fitness-Programms. In: Geistig fit. Band 25, Nr. 3, 2015, S. 3–5.
- mit G. Wagner und E. Gräßel (Hrsg.): Geistig fit in Schule, Beruf und Alltag. kopaed, München 2017, ISBN 978-3-86736-441-6.
- G. Wagner, S. Lehrl, E. M. Hund: 5 IQ-Punkte mehr in 7 Tagen: Das kompakte Programm aus Ernährung, Gehirntraining und Bewegung. Eubiotika, Wiesbaden 2020, ISBN 978-3-944592-27-5.
- G. Wagner, S. Lehrl, A. B. Irmler: Neurotrition. Die richtige Ernährung für einen höheren IQ. Eubiotika, Wiesbaden 2020, ISBN 978-3-944592-22-0.

### Förderung der geistigen Leistungsfähigkeit bei kranken Personen
- mit M. Brem u. a.: Advancement of physical process by mental activation: A prospective controlled study. In: Journal of Rehabilitation Research and Development. 2012, S. 1221–1228.
- mit K. Gerstmeyer: Kataraktbedingte Änderungen der Informationsverarbeitung. In: Ophthalmologe. Band 101, 2004, S. 158–163.
- mit R. Funk und K. Seifert: Erste Hörhilfe erhöht die geistige Leistungsfähigkeit. In: HNO. Band 53, 2005, S. 852–862.